# Heath Davidson
Heath Davidson (nascido em 9 de maio de 1987) é um atleta paralímpico australiano na modalidade tênis em cadeira de rodas.
Nos Jogos Paralímpicos da Rio 2016, conquistou, em parceria com Dylan Alcott, a medalha de ouro na disputa de duplas masculino do tênis em cadeira de rodas.

## Detalhes
Davidson contraiu uma doença chamada mielite transversa, aos cinco anos, e ficou paraplégico. Já estudou na escola secundária Parkdale de Melbourne.